# Elaenia cherriei
Elaenia cherriei, "hispaniolaelenia", är en fågelart i familjen tyranner inom ordningen tättingar. Den betraktas oftast som underart till antillerelenia (Elaenia fallax), men urskiljs sedan 2016 som egen art av Birdlife International och IUCN.
Fågeln förekommer enbart i fuktiga bergsskogar på Hispaniola. Den kategoriseras av IUCN som livskraftig.